# هاري كون
هاري كون (بالإنجليزية: Harry Cohn)‏ هو منتج أفلام أمريكي، ولد في 23 يوليو 1891 في نيويورك في الولايات المتحدة، وتوفي في 27 فبراير 1958 في فينيكس في الولايات المتحدة بسبب نوبة قلبية.

## وصلات خارجية
- هاري كون على موقع IMDb (الإنجليزية)
- هاري كون على موقع الموسوعة البريطانية (الإنجليزية)
- هاري كون على موقع تيرنر كلاسيك موفيز (الإنجليزية)
- هاري كون على موقع قاعدة بيانات الفيلم (الإنجليزية)